# Набережная стрелки Васильевского острова
Набережная стрелки Васильевского острова — памятник архитектуры. Расположен в Санкт-Петербурге у берега Невы на Стрелке Васильевского острова.
Набережная сделана из гранита. Строительство было начато в 1804 году при выделении средств на «обложение камнем берега Васильевского острова, от старой биржи до Исаакиевского моста» и завершено в 1810 году. Набережная строилась по проекту и под руководством Тома де Томона, которому помогал И. В. Рогинский. В строительстве также принимал участие каменотёс Самсон Суханов.
Гранитная стена набережной была построена на сваях, забитых в Неву за пределами береговой линии, площадь была создана земляной подсыпкой диаметром около 140 м. Это был первый в истории города опыт создания подобной искусственной площади.
От площади к Неве сделаны пологие спуски-пандусы, охватывающие полуциркульную набережную. В конце парапетов пандусов располагаются большие блоки, на которых установлены вытесанные из гранита шары. Между спусками стена набережной украшена чётко прорисованной рустованной аркой и выполненными из гранита львиными масками. Длина набережной — 600 метров. В гранитную облицовку набережной врезаны гранитные кольца, так как предполагалось, что сюда будут причаливать суда для разгрузки.
В 1926 году на площади был разбит сквер по проекту Л. А. Ильина. Львиные маски проходили реставрацию в 1957 году.
С набережной открывается вид на Неву, Петропавловскую крепость, Летний сад, Дворцовую набережную.